# 石興祖
石興祖（？—1282年），元朝泰安新泰人，石珪的孙子，石天祿的儿子。
石天祿有十子，石兴祖袭千户，官任武略将军。己未（1259年），参与攻打南宋，攻鄂州。至元四年（1267年），从宿州率兵攻掠沿淮诸州，擒获宋朝侦察的十余人，统军司赏给他马二十匹、银五百两、锦二十端。至元十二年（1275年），攻常州，为先锋，功在诸将上。宋朝灭亡，以功升为宣武将军、管军总管，驻守温州。当地林大年等反元，出兵围攻，斩首千余级，招揽南溪山寨归农之人三万余户。至元十六年（1279年），升为显武将军，佩金虎符。至元十九年（1282年）七月，在军中去世。其子石琎嗣职。